# Ludwig Bergmann (Botaniker)
Ludwig Bergmann (* 5. Juni 1927 in Breslau) ist ein deutscher Botaniker und Hochschullehrer.

## Biografie
Bergmann ist Sohn des Physikers Ludwig Bergmann. Seine Dissertation im Fach Botanik legte er 1955 in Marburg und seine Habilitationsschrift 1963 in Göttingen vor. Bis 1967 arbeitete er als Forscher in der Deutschen Forschungsgemeinschaft (DFG) und als Privatdozent am Pflanzenphysiologischen Institut der Universität Göttingen. 1967 wurde er als Professor an das Botanische Institut der Universität Köln berufen. 1974 bis 1975 war Bergmann dort Dekan der Mathematisch-Naturwissenschaftlichen Fakultät.

## Werke (Auswahl)
Bergmann hat Arbeiten zur Pflanzenphysiologie veröffentlicht, vor allem Arbeiten mit Gewebekulturen von Nicotiana tabacum, Juniperus und Daucus carota.
- Vergleichende Untersuchungen über den Einfluß mineralischer Faktoren bei heterotropher und mixotropher Ernährung von Chlorella. In: Flora oder allgemeine botanische Zeitung. Band 142, Fischer, Jena 1955, S. 493–539, zugleich: Dissertation, Marburg 1955
- Der Einfluss von Kinetin auf die Ligninbildung und Differenzierung in Gewebekulturen von Nicotiana tabacum. In: Planta. Band 62, Springer, Berlin und Heidelberg 1964, S. 221–254, zugleich Habilitationsschrift, Göttingen 1963
- mit Annedore Bälz: Der Einfluss von Farblicht auf Wachstum und Zusammensetzung pflanzlicher Gewebekulturen. In: Planta. Band 70, Springer, Berlin und Heidelberg 1966, S. 285–303
- mit Christel Berger: Farblicht- und Plastidendifferenzen im Speichergewebe von Solanum tuberosum L. In: Zeitschrift für Pflanzenphysiologie. Band 56, 1967, S. 439–445
- Wachstum grüner Suspensionskulturen von Nicotiana tabacum var. „Samsun“ mit CO2 als Kohlenstoffquelle. In: Planta. Band 74, Springer, Berlin und Heidelberg 1967, S. 243–249
- mit W. Grosse und H. G. Ruppel: Die Bildung von Serotonin in Juglans regia L. In: Planta. Band 94, Springer, Berlin und Heidelberg 1970, S. 47–59
- mit Wolfgang Grosse und Peter Koth: Einfluß von Ammonium und Nitrat auf Stickstoff-Metabolismus, Malatanhäufung und Malatenzym-Aktivität in Suspensionskulturen von Nicotiana tabacum var. «Samsun». In: Zeitschrift für Pflanzenphysiologie. Band 80, 1976, S. 60–70.